# Heinrich-Zille-Denkmal (Köllnischer Park)

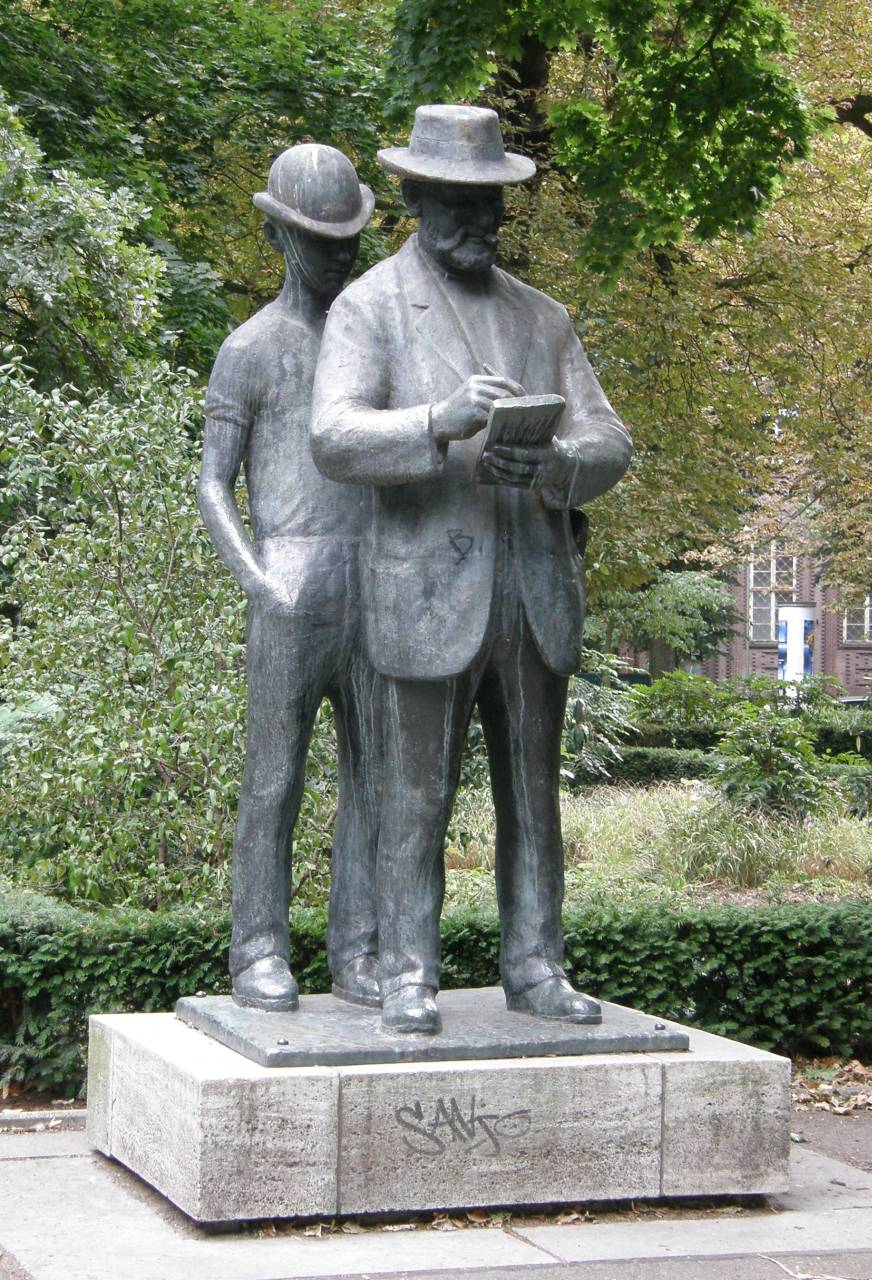
Heinrich-Zille-Denkmal im Köllnischen Park

Das Heinrich-Zille-Denkmal ist ein Bronzestandbild, das den Maler, Grafiker und Fotografen Heinrich Zille (1858–1929) darstellt. Es befindet sich im Köllnischen Park im Berliner Ortsteil Mitte und wird beim Landesdenkmalamts Berlin unter der Objektnummer 09060095 als Baudenkmal geführt.

## Geschichte
Der Berliner Bildhauer Heinrich Drake wurde 1958 anlässlich der 100. Wiederkehr des Geburtstages Heinrich Zilles beauftragt, ein Zille-Denkmal zu erschaffen. Im September 1965 wurde die in der Gießerei Seiler & Siebert in Schöneiche bei Berlin gegossene überlebensgroße Bronzeskulptur auf der Ausstellung „Berlin – heute“ am Marx-Engels-Platz gezeigt. 1966 war die Denkmalsplastik in der Ausstellung „Plastik im Freien“ auf der Freundschaftsinsel in Potsdam zu sehen, wo sie zunächst verblieb, da noch keine Entscheidung für deren endgültigen Aufstellungsort gefallen war. Erst im November 1967 wurde das Denkmal an seinem neuen Aufstellungsort im Köllnischen Park in Berlin-Mitte aufgestellt.

## Beschreibung
Das Denkmal zeigt Heinrich Zille in Gestalt einer ca. 2,4 Meter hohen, überlebensgroßen Figur auf rechteckiger Plinthe stehend, gerade im Begriff etwas mit einem in der rechten Hand gehaltenen Stift in seinen Zeichenblock zu skizzieren. Er ist schlicht  bürgerlich bekleidet, trägt eine Brille auf der Nase und einen Zigarettenstummel im Mund. Hinter ihm steht ein einfach gekleideter junger Mann mit einer Melone. Dieser schaut Zille neugierig über die Schulter. Die von einem ca. 0,4 Meter hohen, rechteckigen Muschelkalksteinsockel getragene Figurengruppe aus dunkel patinierter Bronze ist vom Künstler volkstümlich angelegt.

## Weitere Heinrich-Zille-Denkmäler in Berlin
Am 10. Januar 1948 wurde im Heinrich-Zille-Park an der Bergstraße ein 1930 von Paul Kentsch gefertigtes Sitzbild Zilles in Betonguss aufgestellt, das im Laufe der Zeit einige Schäden aufwies und wieder entfernt wurde. In der Poststraße im Nikolaiviertel wurde eine anderthalb Tonnen schwere Kalksteinskulptur Zilles aufgestellt, die der Bildhauer Thorsten Stegmann 1969 anfertigte. Die folgenden Bilder vergleichen die drei Berliner Zille-Denkmäler:

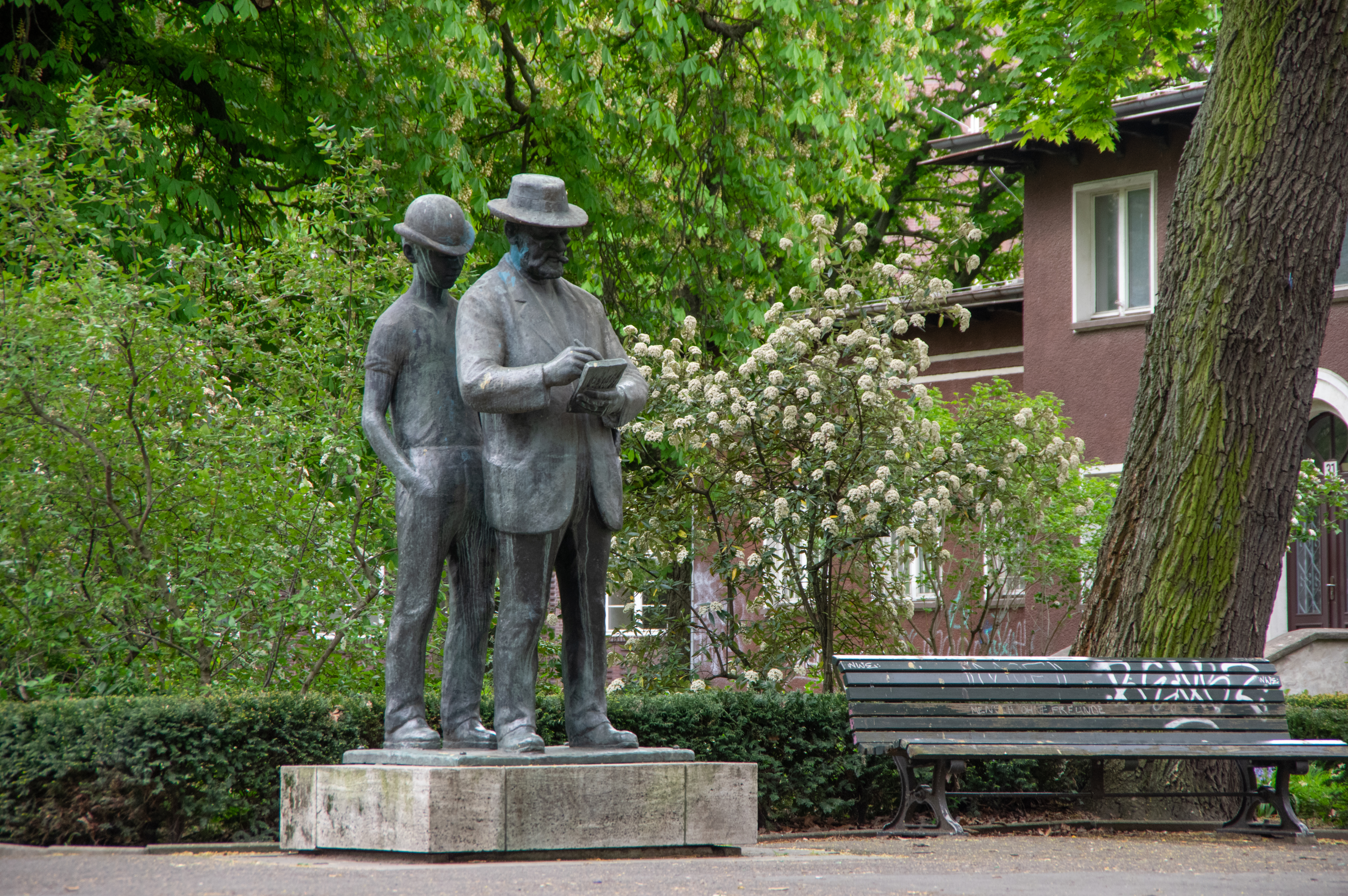
Köllnischer Park, Seitenansicht
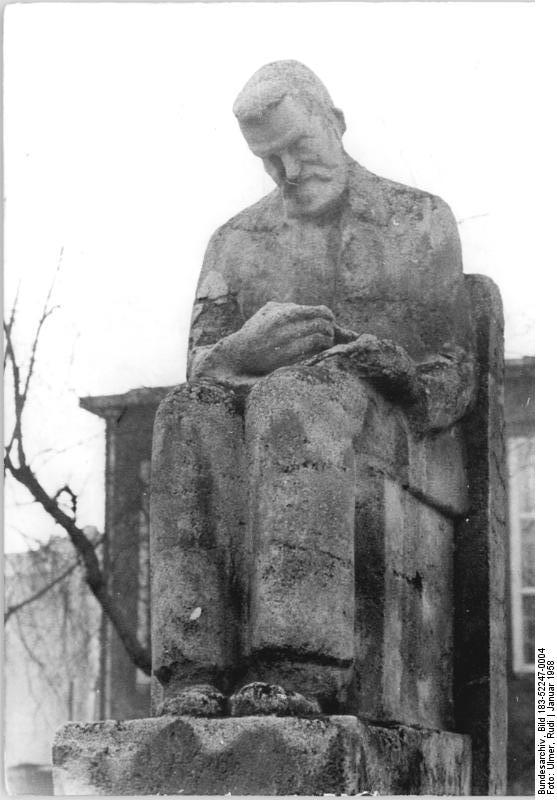
Heinrich-Zille-Park, Bergstraße
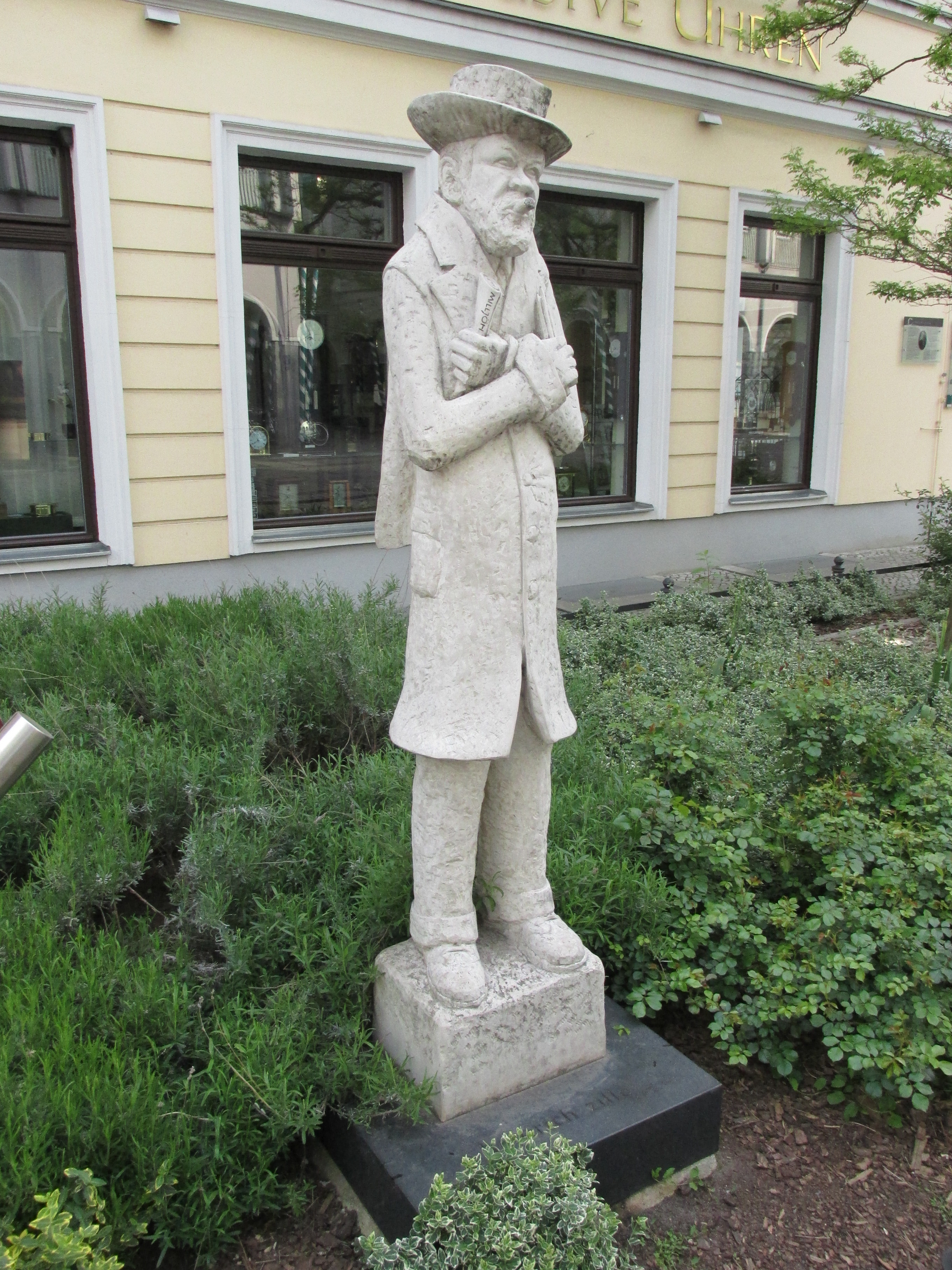
Poststraße im Nikolaiviertel